# 島田芽依
島田 芽依（しまだ めい、2002年5月8日 - ）は、東京都三鷹市出身の女子サッカー選手。三菱重工浦和レッズレディース所属。ポジションはフォワード。

## 来歴

### シニア
2021年に浦和レッズレディースユースからトップチームに昇格した。

### 代表
2022年7月に、U-20女子ワールドカップに臨むU-20日本代表に選出された。大会では3試合に途中出場した。
2023年8月に、アジア競技大会の日本代表に選出された。大会では4試合に出場し、日本の優勝に貢献した。

## 個人成績

### クラブ
| クラブ                       | シーズン | リーグ      | 背番号 | リーグ戦 | リーグ戦 | カップ戦 | カップ戦 | リーグ杯 | リーグ杯 | AFC  | AFC  | 合計 | 合計 |
| クラブ                       | シーズン | リーグ      | 背番号 | 出場     | 得点     | 出場     | 得点     | 出場     | 得点     | 出場 | 得点 | 出場 | 得点 |
| ---------------------------- | -------- | ----------- | ------ | -------- | -------- | -------- | -------- | -------- | -------- | ---- | ---- | ---- | ---- |
| 浦和レッズレディース         | 2020     | なでしこ1部 | 30     | 0        | 0        | 0        | 0        | —        | —        | —    | —    | 0    | 0    |
| 三菱重工浦和レッズレディース | 2021-22  | WE          | 24     | 18       | 0        | 2        | 0        | —        | —        | —    | —    | 20   | 0    |
| 三菱重工浦和レッズレディース | 2022-23  | WE          | 15     | 20       | 8        | 2        | 0        | 2        | 1        | —    | —    | 24   | 9    |
| 三菱重工浦和レッズレディース | 2023-24  | WE          | 15     | 22       | 9        | 4        | 0        | 4        | 0        | 4    | 4    | 34   | 13   |
| 三菱重工浦和レッズレディース | 2024-25  | WE          | 15     | 18       | 5        | 4        | 1        | 1        | 0        | 4    | 2    | 27   | 8    |
| 三菱重工浦和レッズレディース | 通算     | 通算        | 通算   | 78       | 22       | 12       | 1        | 7        | 1        | 8    | 6    | 105  | 30   |
| 通算                         | 日本     | 日本        | 1部    | 78       | 22       | 12       | 1        | 7        | 1        | 8    | 6    | 105  | 30   |
| 総通算                       | 総通算   | 総通算      | 総通算 | 78       | 22       | 12       | 1        | 7        | 1        | 8    | 6    | 105  | 30   |

1. ↑  下部組織登録選手
2. 1 2  2023 AFC女子クラブ選手権の成績。
3. 1 2  AFC女子チャンピオンズリーグ2024/25の成績。

- WEリーグ
  - 初出場 - 2021年9月12日 第1節 日テレ・東京ベレーザ戦 (味の素フィールド西が丘)[7]
  - 初得点 - 2022年10月23日 第1節 AC長野パルセイロ・レディース戦 (埼玉スタジアム2002)[7]

- AFC女子チャンピオンズリーグ
  - 初出場 - 2024年10月6日 AWCL2024/25 グループステージC 第1節  オリッサFC（英語版） (トンニャット・スタジアム)[8]
  - 初得点 - 2024年10月6日 AWCL2024/25 グループステージC 第1節  オリッサFC (トンニャット・スタジアム)

### 代表

#### 主な代表歴
- U-20日本女子代表
  - 2022 FIFA U-20女子ワールドカップ: （準優勝、3試合出場）
- 日本女子代表
  - アジア競技大会: （優勝、4試合出場）

## タイトル

### クラブ
- 浦和レッズレディース / 三菱重工浦和レッズレディース
  - WEリーグ: 2回 (2022-23、2023-24）
  - AFC女子クラブ選手権: 1回 (2023)
  - WEリーグカップ: 1回 (2022-23)
  - なでしこリーグ: 1回 (2020)
  - 皇后杯 JFA 全日本女子サッカー選手権大会: 2回 (2021、2024)

### 代表
- 日本女子代表
  - アジア競技大会: 1回 (2022)